# Ґоран Войнович
Ґоран Войнович (словен. Goran Vojnović; нар. 11 червня 1980, Любляна) — словенський поет, прозаїк, журналіст, кінорежисер і сценарист. Популярність приніс роман «Чефури, геть!» (2008), через який отримав позов від словенської поліції (відкликаний наступного ж дня завдяки громадському обуренню і увазі ЗМІ), а згодом — численні нагороди.

## Творчість
Закінчив Академію театру, радіо, кіно і телебачення Люблянського університету. Дебютував зі збіркою віршів у 1998. Після навчання писав про кіно та зняв кілька короткометражок. Із недописаного сценарію про переселенців зробив роман Чефури, геть! (2008), що приніс популярність у Словенії і закордоном (книжку одразу переклали на кілька мов). Це історія про переселенців із Югославії, їхні побутові проблеми та культурні розбіжності з місцевими жителями.
Українською перекладено роман «Югославія, моя батьківщина» (2020).

## «Югославія, моя батьківщина»
Цей твір розповідає про події Югославської війни та її наслідки вустами підлітка, а згодом — дорослого чоловіка.
У часі історичних потрясінь і політичних конфліктів буває нелегко визначити, де батьківщина, а де чужа територія, хто друг, а хто ворог. Особливо складно осмислити ці речі підліткові. Надто коли батька, якого вважав захисником і героєм, оголошено воєнним злочинцем і в одну мить руйнується звичний, такий теплий і затишний світ, коли втрачаєш одразу все: друзів, сім'ю, батьківщину.
Переклала на українську Катерина Калитко.